# Risk score
Risk score – jakościowa metoda oceny ryzyka zaistnienia strat w wyniku zdarzenia wypadkowego. W 1971 roku William Fine, ówczesny szef Departamentu Bezpieczeństwa w Naval Ordnance Laboratory w Silver Spring w stanie Maryland, USA stworzył wzór, pokazał praktyczne przykłady zastosowania, a następnie opublikował artykuł, który podjął problem matematycznego ujęcia kontroli zagrożeń. Kinney ze współpracownikami, w oparciu o wzory i dane Fine’a, zaproponował użycie nomogramów do oszacowania ryzyka i opłacalności wprowadzenia środków do redukcji ryzyka. W literaturze angielskojęzycznej ta metoda jest także nazywana ‘William-Fine method’ albo 'Fine & Kinney method’.
Metoda jest czteroetapowa:
1. Pierwszy etap polega na określeniu i opisaniu obszaru występowania zagrożenia, dla którego przeprowadzona zostanie ocena.
2. Drugim etapem jest sporządzenie listy rozpoznanych zagrożeń.
3. Trzeci etap polega na oszacowaniu ryzyka. Wykorzystuje się do tego 3 parametry:
  - Wskaźnik prawdopodobieństwa zaistnienia zdarzenia wypadkowego (P)
  - Czas ekspozycji (wystawienia) na czynnik niebezpieczny (E)
  - Możliwe skutki, oraz ich ciężkość (S)

Parametry te służą do obliczenia wskaźnika ryzyka [R] ze wzoru: R = P·E·S
4. Ostatni etap to wartościowanie ryzyka

Szacowanie parametrów przeprowadza się według specjalnie opracowanych skal opisowych lub liczbowych.
| Wartość P | Opis                            | Szansa [%] |
| --------- | ------------------------------- | ---------- |
| 10        | Bardzo prawdopodobne            | 50         |
| 6         | Całkiem możliwe                 | 10         |
| 3         | Mało prawdopodobne, ale możliwe | 1          |
| 1         | Tylko sporadycznie możliwe      | 0,1        |
| 0,5       | Możliwe do pomyślenia           | 0,01       |
| 0,2       | Praktycznie niemożliwe          | 0,001      |
| 0,1       | Tylko teoretycznie możliwe      | 0,0001     |

| Wartość E | Opis częstości ekspozycji        |
| --------- | -------------------------------- |
| 10        | Stała                            |
| 6         | Częsta (codziennie)              |
| 3         | Sporadyczna (raz na tydzień)     |
| 1         | Minimalna (kilka razy w roku)    |
| 0,5       | Znikoma (raz do roku i rzadziej) |

W obliczeniach metody można stosować wartości pośrednie między tymi podanymi w tabeli. Jeżeli ekspozycja zachodzi trzy razy w tygodniu to jako E można wybrać wartość 4,5.
| Wartość | Strata             | Opis potencjalnych skutków zagrożenia | Opis potencjalnych skutków zagrożenia |
| Wartość | Strata             | Straty ludzkie                        | Straty materialne                     |
| ------- | ------------------ | ------------------------------------- | ------------------------------------- |
| 100     | Poważna katastrofa | Wiele ofiar śmiertelnych              | Powyżej 10mln USD                     |
| 40      | Katastrofa         | Kilka ofiar śmiertelnych              | 1,1mln-10mln USD                      |
| 15      | Bardzo duża        | Ofiara śmiertelna                     | 100tys -1mln USD                      |
| 7       | Duża               | Ciężkie uszkodzenie ciała             | 10tys-100tys USD                      |
| 3       | Średnia            | Absencja pracownika                   | 1-10tys USD                           |
| 1       | Mała               | Opatrzenie poszkodowanego             | Poniżej 1tys USD                      |

Uwaga: Od czasu opublikowania metody w 1971 r. inflacja spowodowała, że wartości strat materialnych podanych przez Fine’a zwiększyły się o ponad 600%. W polskich publikacjach kwoty były podawane w złotych i zależały od wielkości przedsiębiorstwa. Straty 100 tys. zł są katastrofą dla firmy jednoosobowej, natomiast są średnie dla wielkiej firmy.
| Wskaźnik ryzyka | Kategoria ryzyka | Zalecane decyzje                                                  |
| --------------- | ---------------- | ----------------------------------------------------------------- |
| R<1,5           | Znikome          | Kontrola i działania profilaktyczne są zbędne                     |
| 1,5<R<48        | Akceptowalne     | Zalecana kontrola, działania profilaktyczne nie są konieczne      |
| 48<R<270        | Tolerowane       | Konieczna kontrola, zalecane działania profilaktyczne             |
| 270<R<400       | Wysokie          | Konieczna poprawa warunków pracy, nie wolno zaczynać nowych prac. |
| 400<R           | Nieakceptowalne  | Należy natychmiast przerwać pracę                                 |

Metoda „Risk Score” jest stosowana w postaci nomogramów lub interaktywnego programu pracującego w systemie Windows. Riskex Risk Score Calculator 1